# Interstate 94
Az Interstate 94 (I-94, 94-es országos autópálya) az Amerikai Egyesült Államok északi részén lévő, kelet–nyugati irányú Interstate autópálya. Billings-ből, Montana államból indul és Detroitban, Michigan államban ér véget. Montana államban az autópálya Billingstől Glendive-ig a Yellowstone folyó mellett halad. Útja során hét államon halad át. Teljes hosszúsága több mint 2500 km.

## Nyomvonala
| állam   | mérföld  | kilométer |
| ------- | -------- | --------- |
| MT      | 249      | 401       |
| ND      | 352      | 567       |
| MN      | 259      | 418       |
| WI      | 348      | 560       |
| IL      | 77       | 124       |
| IN      | 46       | 74        |
| MI      | 275      | 443       |
| Teljes: | 1 585,20 | 2 551,13  |

### Államok

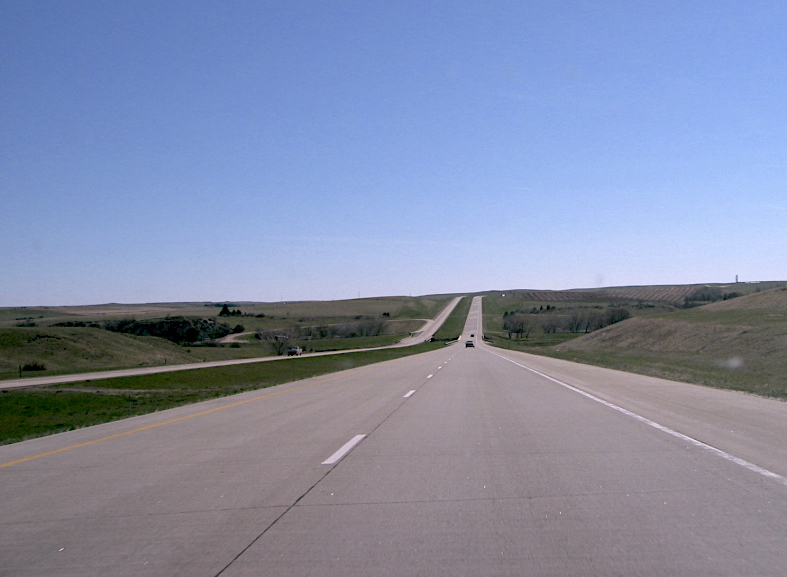
Az I-94 kelet felé, Észak-Dakota államban

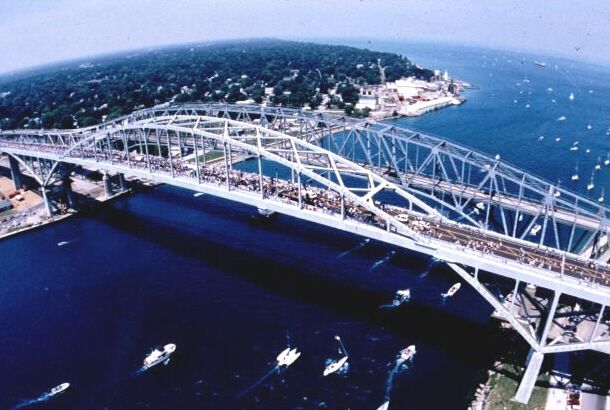
Az I-94 keleti végpontja a kanadai határon lévő Blue Water Bridge, Port Huronban, Michigan államban, innen az út a kanadai 402-es autópályán folytatódik

- Montana
- Észak-Dakota
- Minnesota
- Wisconsin
- Illinois
- Indiana
- Michigan

### Nagyobb városok
- Fargo, Észak-Dakota
- Minneapolis, Minnesota
- Madison, Wisconsin
- Milwaukee, Wisconsin
- Chicago, Illinois
- Detroit, Michigan

### Fontosabb kereszteződések
- Interstate 90 – Billings, Montana
- Interstate 29 – Fargo, Észak-Dakota
- Interstate 35 (nyugat felé) – Minneapolis, Minnesota
- Interstate 35 (kelet felé) – St. Paul, Minnesota
- Interstate 90 és  Interstate 39 – Madison, Wisconsin
- Interstate 41 – Milwaukee, Wisconsin
- Interstate 43 – Milwaukee, Wisconsin
- Interstate 55 – Chicago, Illinois
- Interstate 80 – South Holland, Illinois
- Interstate 65 – Gary, Indiana
- Interstate 69 – Marshall, Michigan
- Interstate 75 – Detroit, Michigan

## Fordítás
- Ez a szócikk részben vagy egészben  az   Interstate 94 című angol Wikipédia-szócikk fordításán alapul.  Az eredeti cikk szerkesztőit annak laptörténete sorolja fel. Ez a jelzés csupán a megfogalmazás eredetét és a szerzői jogokat jelzi, nem szolgál a cikkben szereplő információk forrásmegjelöléseként.